# Катаплеит
Катаплеит — минерал. Название с греческого «като», «плейон» — большое количество. Образует частичные или полные псевдоморфозы по эвдиалиту. Минерал-спутник — эгирин.
Химический состав: {\displaystyle {\ce {Na2Zr(Si3O9)2*2H2O}}}
Катаплеит открыт в 1850 году.
Встречается на Кольском полуострове в Хибинах на горе Айкуайвентчорр, в Ловозерских тундрах — на горе Аллуайв, а также в Норвегии, Гренландии, Канаде.